# 凌子惟
凌子惟（1902年—？年）。江苏省吴县人。民國37年（1948年）在農會西北區當選第一屆立法委員

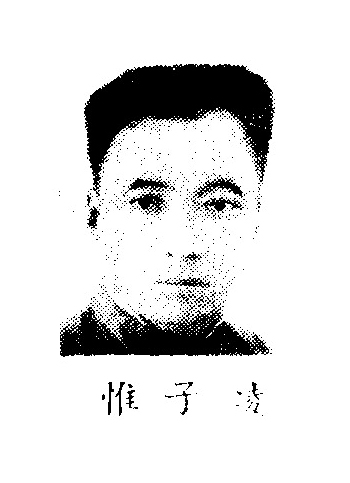

## 生平
- 甘肅法政大學法科畢業。
- 曾任中國國民黨甘肅省黨部委員、執行委員、整理委員和中央訓練部幹事。後任甘肅省黨部特派員。妻王際雲。叔父凌偉臣。《甘肅文史資料選輯》第3輯，甘肅人民出版社，1987年9月第2版，第38頁</ref>
- 《甘肅民國日報》代理社長[2]
- 甘肅省菸酒事務局局長[1]
- 酒泉縣縣長
- 當選立法委員，出席第一會期經濟及資源委員會、農林及水利委員會、邊政委員會
- 國共內戰後期逃往青海西寧，後返回蘭州[3]
- 在酒泉被俘，在蘭州被集中管訓[4]